# Judaismus

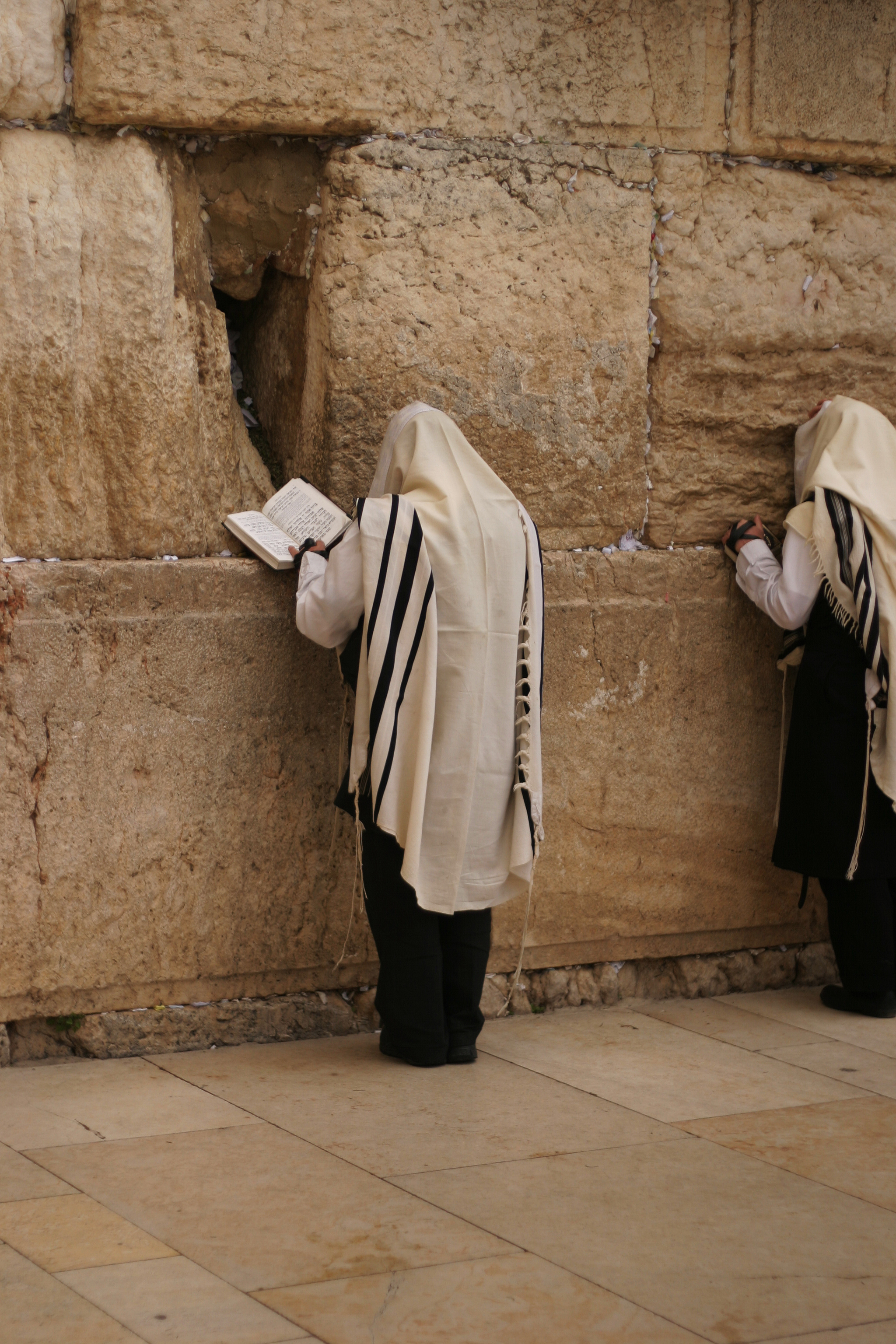
Žid modlící se u Zdi nářků v Jeruzalémě

Judaismus je termín latinského původu (z řeckého ιουδαϊσμός, iudaismos, od jména Juda), který označuje (zhruba od 19. století) abrahámovské náboženství židovského národa. Do té doby se v křesťanském prostředí používaly pro víru židů obraty jako „izraelitská víra“ (israelitischer Glauben), „židovská víra“ (jüdischer Glauben) nebo „mojžíšská víra“. Židé sami své náboženství označovali a označují jako emuna (víra) nebo da'at (náboženství). Moderní termín jahadut (židovství) se vztahuje spíše na kulturně-národnostně-náboženský celek (odvozen z německého Judentum). V této souvislosti je třeba rozlišit mezi judaismem jako náboženstvím, a židovstvím jako kulturně-nábožensko-nacionálním souborem, zahrnujícím historii, jazyk (hebrejština), zemi (státní útvar), liturgii, filozofii, umění, soubor etických zásad, náboženských praktik apod. Teologie judaismu slouží jako základ mnoha jiných náboženství včetně dvou nejrozšířenějších, křesťanství a islámu.

## Kdo je Žid
| Židé a judaismus |
| Židé • Judaismus • Kdo je Žid |
| Ortodoxní • Konzervativní (Masorti) Progresivní (Reformní - Liberální) • Ultraortodoxní Samaritáni • Falašové • Karaité                                                                                            |
| Etnické skupiny a jazyky |
| Aškenázové • Sefardové • Mizrachim Hebrejština • Jidiš • Ladino • Ge'ez • Buchori |
| Populace (vývoj) |
| Evropa • Amerika • Asie • Afrika • Austrálie |
| Náboženství |
| Bůh • Principy víry • Boží jména 613 micvot • Halacha • Noachidské zákony Mesiáš • Eschatologie |
| Židovské myšlení, filosofie a etika |
| Židovská filosofie Cdaka • Musar • Vyvolenost Chasidismus • Kabala • Haskala |
| Náboženské texty |
| Tóra • Tanach • Mišna • Talmud • Midraš Tosefta • Mišne Tora • Šulchan aruch Sidur • Machzor • Pijut • Zohar |
| Životní cyklus, tradice a zvyky |
| Obřízka • Pidjon ha-ben • Simchat bat • Bar micva Šiduch • Svatba • Ketuba • Rozvod (Get) • Pohřeb Kašrut • Židovský kalendář • Židovské svátky Talit • Tfilin • Cicit • Kipa Mezuza • Menora • Šofar • Sefer Tora |
| Významné postavy židovství |
| Abrahám • Izák • Jákob • Mojžíš Šalomoun • David • Elijáš • Áron Maimonides • Nachmanides • Raši Ba'al Šem Tov • Ga'on z Vilna • Maharal                                                                           |
| Náboženské budovy a instituce |
| Chrám • Synagoga • Ješiva • Bejt midraš Rabín • Chazan • Dajan • Ga'on Kohen (kněz) • Mašgiach • Gabaj • Šochet Mohel • Bejt din • Roš ješiva                                                                      |
| Židovská liturgie |
| Šema • Amida • Kadiš Minhag • Minjan • Nosach Šacharit • Mincha • Ma'ariv • Musaf |
| Dějiny Židů |
| starověk • středověk • novověk |
| Blízká témata |
| Antisemitismus • Gój • Holocaust • Izrael Filosemitismus • Sionismus Abrahámovská náboženství |
| z • d • e |

Judaismus byl od svého vzniku a stále silně je spojen s Izraelem, původně izraelskými kmeny, posléze izraelským národem. Výraz Židé proto označuje příslušníky vyvoleného národa, kteří jsou vyznavači židovského náboženství, judaismu. Toto sepětí národa a náboženství přetrvalo i téměř dvě tisíciletí židovské diaspory, kdy Židé žili v uzavřených komunitách jako menšina v zemích, kde většinovým náboženstvím bylo nejčastěji křesťanství nebo islám, tedy náboženství z judaismu vycházející.
Těsná vazba židovského národa a jeho náboženství se začala uvolňovat v 19. století v důsledku poklesu významu náboženství – sekularizace společnosti. Tyto tendence se projevovaly jednak asimilací, tedy splýváním jednotlivých Židů s národy hostitelských zemí, jednak pod vlivem nacionalismu novým chápáním židovského národa, které již nebylo založeno na náboženství. Důsledkem druhé tendence byl vznik sionismu, snahy o založení vlastního národního státu. Rasové teorie související se semitským původem Židů vedly později k definování „etnických Židů“ na základě biologického původu, což vedlo k jejich rasistické diskriminaci formulované Norimberskými zákony. Různá pojetí židovství se uplatnila i při formování židovského státu Izrael a jeho přijímání občanů na základě Zákona o návratu.

### Halachický žid
S uvedenými změnami souvisí potřeba rozlišení Židů, příslušníků národa či etnika, a židů (s malým písmenem), vyznavačů judaismu.
Podle židovského náboženského práva (halachy) je možné se židem narodit nebo se jím stát konverzí. Tzv. halachickým židem je každý, kdo:
- se narodil židovské matce, která sama byla halachickou židovkou (židovství se dědí materlineárně, nikoli paterlineárně, jako je tomu např. u islámu)
- každý, kdo podstoupil předepsaným způsobem gijur a konvertoval k judaismu. Konvertita je rovněž i státem Izrael uznán za člověka, kterému náleží právo návratu.

## Vznik a vývoj judaismu

### Biblické období
Judaismus a jeho dějiny jsou neodmyslitelně spjaty s dějinami Izraele a židovského národa. Judaismus vznikl jako kmenové náboženství hebrejských kmenů přibližně ve 2. tisíciletí př. n. l. Podle Tóry jsou předky izraelského národa tři praotcové, Abrahám, Izák a Jákob – tito jsou líčeni jako lidé, kteří věřili v jednoho Boha. Se změnou Jákobova jména na Izrael (Bůh bojuje), se Bůh Abrahámův, Bůh Izákův a Bůh Jákobův stává Bohem Izraele. Jákob, poslední z patriarchů, měl 12 synů, z nichž povstalo dvanáct kmenů, které se jednotně nazývaly Izraelem. Po vyjití z egyptského otroctví jim byl skrze Mojžíše dán Boží zákon – Tóra, což je jeden z momentů, který je považován za „vznik“ židovského náboženství.
Vědecká teorie je mnohem méně květnatá, než jak je historie předkládaná v Bibli – pro naprostou většinu údajů obsažených v Tóře neexistuje jediný hmotný pramen, a většina biblických postav je postavena na úroveň postav mytických, pro jejichž existenci nemáme žádné důkazy. Navíc Biblí popisovaný nomádský život v sobě obsahuje anachronismy, které mluví o poměrně pozdním ucelení jednotlivých legend.

### Vznik Izraele
Současný nejčastěji zastávaný názor[kdo?] předpokládá, že na území současného Izraele začaly někdy kolem 15.–14. století př. n. l. pronikat skupiny západosemitských hebrejských kmenů, které v několika vlnách ovládly tamní obyvatelstvo, roztříštěné do řady malých kmenů. Částečně byly tyto kmeny asimilovány, a později, s nástupem hlavní vlny (kterou někdy ztotožňují s biblickým Jozuem), vytvořily kmenové společenství zvané Izrael. Teorie, že k Exodu došlo za vlády faraona Ramesse II. (a k obsazení země tedy v průběhu následujících sta let) je sice velmi populární a nabízí se jako velmi srozumitelné vysvětlení, nicméně pro ni neexistuje jediný hmotný doklad či zápis. Bible sama neuvádí ani faraónovo jméno, pouze udává dvě města v Egyptě, na nichž měli hebrejští otroci pracovat – Pitom a Ramesse, což jsou města, která založil[zdroj?] právě Ramesse II.
Nejstarší mimobiblická zmínka o Izraeli pochází z Egypta, z tzv. Merenptahovy (Izraelské) stély, datované do roku 1208 př. n. l. Izrael je na ní jmenován jako národ či společenství, které je „potřeno a už nemá žádné sémě“. Stéla popisuje vítězné tažení faraona Merenptaha blízkým východem. Z 12. stol. př. n. l. pochází nejstarší biblický text, Debóřina píseň (5. kapitola knihy Soudců) – lze se tedy domnívat, že již v tomto období Izrael existoval jako národ.

### Pobiblický vývoj
Judaismus prodělal od vzniku království až po babylónské zajetí dramatický vývoj, během kterého se nakonec podařilo potlačit všechny vnější znaky polyteismu, dříve hojně praktikovaného. Nicméně řada vědců[kdo?] se domnívá, že určité známky babylónského a perského vlivu se v judaismu projevily, a to především přítomností andělů, kteří se vyskytují i v Bibli, dále démonů, zároveň byla velmi podrobně rozpracována víra v Mesiáše jakožto konečného vykupitele (která se v Bibli rovněž nevyskytuje zcela tak, jak je podávána[kým?] dnes).
Během babylónského zajetí a v následujících staletích pravděpodobně začaly práce na postupné kanonizaci textu Tóry a ostatních knih Starého zákona. Tento proces byl definitivně uzavřen až po zničení starověkého judského státu v prvních staletích n. l. Judaismus byl rovněž ovlivněn řeckou filosofií, což souviselo s přítomností Židů v helénském prostředí, především v Alexandrii. Výsledkem byl vznik helénsko-židovské literatury, mezi jejíž nejvýznamnější zástupce patří řecký překlad Bible – Septuaginta, dále deuterokanonické knihy, biblické apokryfy a pseudoepigrafy. Pod vlivem dualistických tendencí, ať již ze strany zoroastrismu nebo helénismu vznikala též eschatologicky zabarvená a apokalyptická literatura. Rozvoj helénsko-židovské literatury, náboženský synkretismus a růst popularity judaismu mezi Řeky jakož i proselytismu byl později jedním z faktorů, které vedly ke vzniku křesťanství.

### Nástup ústní Tóry
Již za Ezdrášova období bylo čtení z Tóry povýšeno na liturgický a posvátný akt, ke kterému bylo také přidáno vykládání a studium daného textu – právě zde započíná fenomenální nástup ústního učení, jehož nositeli se stanou farizeové, kteří jako jediná skupina přežijí zánik starověkého judského státu v r. 70, a určí směr, kterým se judaismus bude ubírat následujících dva tisíce let.

### Rabínské období
Období judaismu, který označujeme jako „rabínský judaismus“, začíná krátce po zničení Chrámu v r. 70 a v podstatě trvá až dodnes. Po ztrátě národní, státní a náboženské suverenity převzali otěže vedení národa namísto králů či kněží nebo proroků učenci – chachamim, nazývaní též učitelé – rav, pl. rabbanim, tedy rabíni. Rabíni byli příslušníci farizejského směru, původně minoritní společnosti, která získala značný vliv během vlády královny Salómé Alexandry. Poměrně úspěšně potlačili v prvních staletích n. l. eschatologické a mesianistické tendence, které v jejich očích znamenaly především ohrožení židovského národa jako celku, a dali jim pevné hranice, aby výskyt mesianistických excesů omezili na minimum. Zároveň sebrali veškeré tradice, které byly do té doby předávané ústně, a zkompilovali dvě fenomenální díla, Mišnu a Talmud, která jsou pramenem veškeré původně ústně předávané právní tradice judaismu. Zákon – Tóra a její naplňování – se stal středobodem každodenního života Židů. Veškerá právní ustanovení, ať už se týkala práva náboženského nebo civilního, byla pevně svázána s Tórou, stejně každodenní činnosti jednotlivce i společnosti. V této době pozdního starověku byl rovněž pevně ustanoven kalendář, svátky a veškeré rituály byly přizpůsobeny nastalé situaci, totiž aby mohly být vykonávány a řádně prováděny i bez Chrámu a vlastního státu, na jakémkoli místě, v jakékoli době. Výroky učenců byly postaveny na nižší úroveň, než výroky Bible. V principu je možné o výrocích a učení rabínů polemizovat a argumentovat, o výrocích Bible nikoli. Toto je princip, který si judaismus, zvláště pak jeho ortodoxní a konzervativní forma, udržel dodnes.

## Principy víry v judaismu

### Víra v Boha
Judaismus je monoteistickým náboženstvím, tzn. že uctívá jediného Boha. Uctívání jiných bohů je zapovězeno, stejně jako uctívání soch, jiných předmětů či míst nebo přírodních úkazů. Současná religionistika se domnívá, že židovský monoteismus vznikl synkrezí starších, polyteistických kultů blízkovýchodního starosemitského panteonu, které byly následně sjednoceny do kultu jediného Boha. Pozůstatky tohoto dávného mnohobožství spatřují religionisté v množství jmen, která Bůh v judaismu má.

### Monoteismus
Esencí biblické zvěsti je neustálé hlásání monoteismu, tedy víry v jednoho jediného Boha (Dt 6, 4) a vyzývání Izraele, aby odvrhl modly a polyteismus, který byl náboženstvím okolních národů. Skutečnost, že se v prvním tisíciletí př. n. l. na blízkém východě vyskytoval národ, který nejenže měl ideu jediného vládnoucího a všemohoucího Boha, ale navíc zakazoval uctívat bohy jiné, považované za neexistující modly, je jedinečná a judaismus v tomto ohledu nemá obdoby, a to ani v Achnatonově monoteistické náboženské reformě, ani v zoroastrismu. K prosazení judaismu však došlo ale až v Judském království[zdroj?].
Podle vědecké teorie[kdo?] absorboval Izrael celou řadu okolních kultů, včetně starých kanaánských božstev, jako El (bůh), El eljon (bůh nejvyšší), El šadaj (bůh všemohoucí), které byly sjednoceny do kultu jediného Boha, označovaného čtyřpísmenným jménem JHVH a do češtiny překládaného jako „Hospodin“ (staroslovansky „Pán“). Zhruba kolem roku 1000 př. n. l. dochází ke konstituci Izraele pod královskou vládou, přičemž „státním“ kultem Izraele se stává kult jediného Boha, avšak tím není vývoj judaismu zdaleka uzavřen.

### Jméno Boží
Boží Jméno je jednou z nejposvátnějších věcí v judaismu. Nakládání s Božími jmény vyžaduje zvláštní úctu a obezřetnost, neboť jedno z přikázání Desatera nařizuje „nebrat je nadarmo“. Ve starověku se věřilo, že jméno vyjadřuje i charakter – znalost jména osoby tudíž znamenala i znalost jeho charakteru a vnitřního já, znalost jmen bohů pak měla umožňovat ostatním bohům nebo i lidem tyto bohy vzývat, eventuálně mohli svého boha „přemluvit“ či jinak jej přimět, aby konal dle jejich přání – báje o moci božských jmen a o síle, kterou propůjčují, jsou známé již ze starého Egypta. Zjevení Božího jména Mojžíšovi je jedna z nejdůležitějších skutečností pro židovský národ, pro jeho samotné ustavení jako národa vyvoleného, pro jeho zákon, který posléze Izrael od Boha dostává. Zjevení jména JHVH je teologickým středem Tóry. Jméno je vyloženo pomocí slovesa „být“: „JSEM, KTERÝ JSEM.“ (Ex 3,14), hebrejsky „´ehjé ašer ´ehjé“. Jméno podle teologa O. Havelky vypovídá o vztahu Boha k Izraeli; hebrejské „hajá“, „být“ je pojem dynamický, s významem existovat, být ve vztahu. Boží jméno JHVH se vyslovuje Jahve.

### Eschatologie
Židovská eschatologie se začíná rozvíjet již v biblickém období (viz Nu 24,17) a především v období rozděleného království, v době smrtelného ohrožení nejprve severního Izraele a posléze i jižního Judska. Vpády cizích vojsk byly v židovství brány jako Boží trest a dochází k prudkému vzestupu prorockého hnutí, jehož cílem bylo napravit lid a přimět jej k pokání v naději, že se Bůh slituje nad svým lidem a nenechá jej padnout. Mesiášská eschatologie, tak jak ji známe dnes, se ale rozvíjela až v dobách Druhého Chrámu, především během období vlády Hasmonejců a po něm. Svůj vrchol zažila na přelomu letopočtů – právě v této době vzniklo křesťanství, původně pouze jako židovská apokalyptická sekta, která se později transformovala na svébytný náboženský směr. Někteří vědci (např. Norman Cohn) se domnívají, že víra v mesiáše je ve svém konečném důsledku rovněž ovlivněna perským zoroastrismem, především ideou závěrečného souboje sil dobra a zla, které se stává hnacím motorem ideologie řady židovských sekt, především esejců.

## Definice víry v judaismu

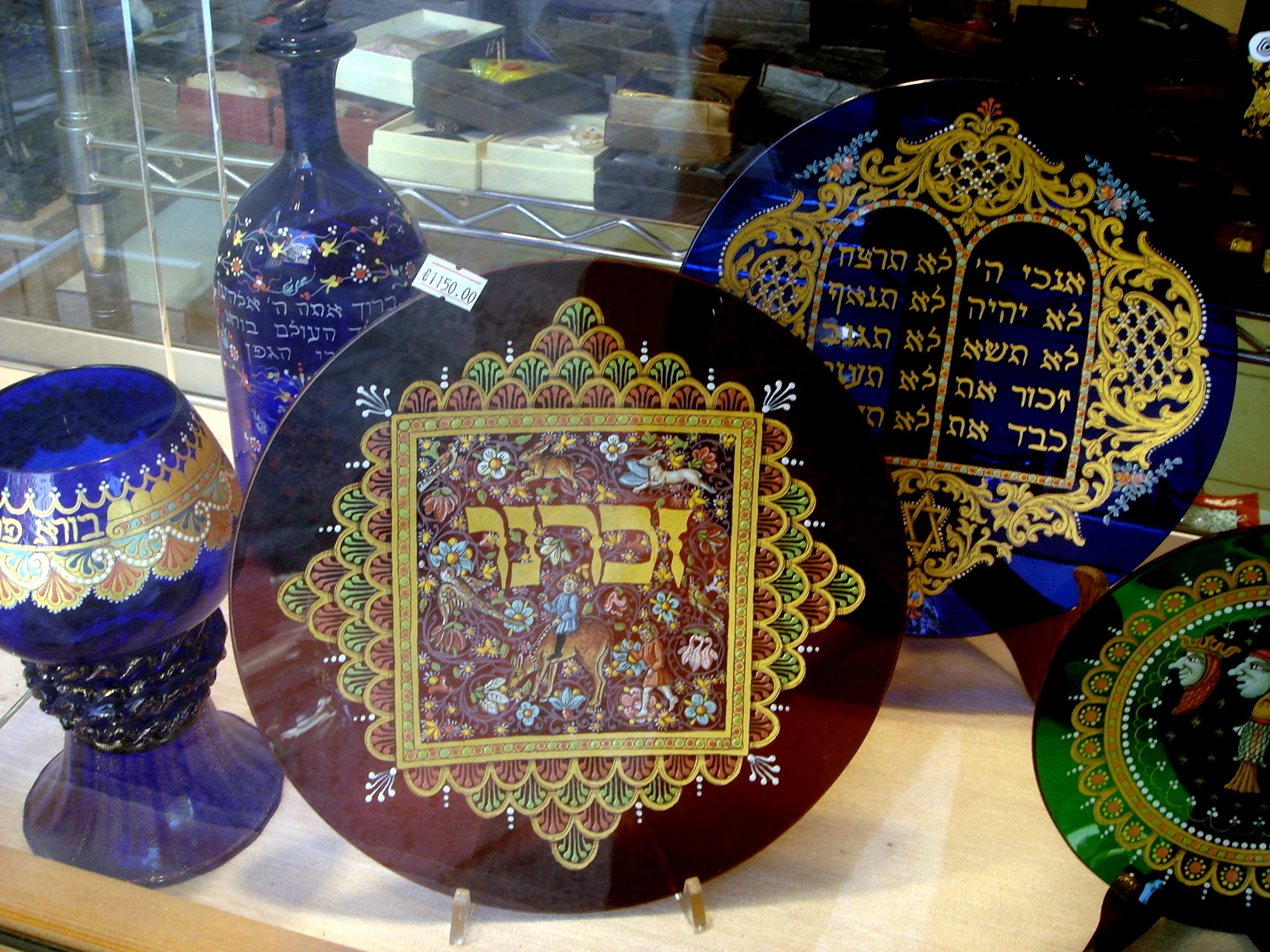
Skleněný talíř s hebrejský slovem zochreinu – vzpomeň si na nás

Judaismus odmítá dogmata a podobné „nezvratné pravdy“. Po dlouhou dobu bylo jediným dogmatem to, že Tóra je Boží Zákon seslaný Bohem a Izrael jej následuje, aby dodržel podmínky smlouvy s Bohem uzavřené, totiž vyvolení výměnou za následování jediného, pravého Boha. Situaci v období na přelomu letopočtů dobře ilustruje následující příběh z Talmudu:
| „ | Přišel jeden pohan k Šamajovi a řekl mu: Stanu se židem, pokud mě naučíš celému učení Tóry po dobu, co vydržím stát na jedné noze. Šamaj se rozlítil, neboť to považoval za drzost a pohana vyhnal. Tentýž pohan přišel k Hilelovi a učinil mu tentýž návrh. Hilel řekl: Co nechceš, aby druzí činili tobě, nečiň ty jim. To je podstatou Tóry, vše ostatní je jen komentář. Nyní jdi a uč se. | “ |

V talmudickém období nacházíme další pokusy zjednodušit a zestručnit zásady víry. V traktátu Makot 23b–24a se učí, že Bůh dal Mojžíšovi 613 přikázání, David je zestručnil na 11 (Žalm 15), Izajáš na šest (Iz 33, 15–16), Micheáš na tři (Mi 6, 8) a Abakuk na jedno a to „Spravedlivý z víry živ bude“ (Ab 2, 4).

### Maimonidových 13 článků víry
Nutnost mít stručné základy a principy víry se ukazovala stále více po nástupu křesťanství a islámu. Ačkoli vzniklo mnoho pokusů shrnout učení judaismu do několika vět, nejuznávanějším se stalo třináct článků víry (šaloš esre ikarim), jejichž autorem je Maimonides, který je sepsal ve svém komentáři k 10. kapitole Mišny Sanhedrin. Třináct článků ve stručnosti zní:
1. Bůh existuje.
2. Bůh je jeden.
3. Bůh je netělesný.
4. Bůh je věčný.
5. Jedině Bůh sám může být uctíván.
6. Proroctví zaznamenaná v Tóře jsou pravdivá.
7. Mojžíš byl největším prorokem.
8. Tóra je božského původu.
9. Tóra je neměnná a nezaměnitelná.
10. Bůh je vševědoucí.
11. Je odměna za dodržování přikázání a trest za jejich porušování.
12. Mesiáš jistě přijde.
13. Nastane vzkříšení mrtvých.

Maimonidových třináct článků nebylo vždy bezvýhradně uznáváno. Dokonce ani dnes, kdy jsou součástí většiny sidurů, jsou brány více jako doporučení, než jako závazné dogma.

### Polemika po Maimonidovi
Kromě těchto Třinácti článků existují i další definice, které sice nejsou tak známé, nicméně co se týče závaznosti, jsou na stejné úrovni jako články Maimonidovy:
Toto jsou tři články víry (a z nich vyplývající osm „kořenů“) od Josefa Alba (zemř. 1440) z jeho knihy Sefer ha-ikarim:
- Víra v Boha
  - Bůh je jeden
  - Bůh je netělesný
  - Bůh je nadčasový
  - Bůh je naprosto čistý (neposkvrněný, dokonalý)
- Víra v božskost Tóry
- Víra v odměnu a trest
  - Bůh je prozřetelný
  - Bůh je vševědoucí
  - Proroctví Boží jsou pravdivá
  - Boží proroci (bibličtí) byli skutečnými proroky

K těmto celkem jedenácti zásadám předkládá Albo ještě tzv. „Šest věroučných mínění“:
- Stvoření světa z ničeho (creatio ex nihilo)
- Mojžíš byl největším z proroků
- Tóra je nezměnitelná
- Dodržování Tóry vede k osobnímu spasení (podílu na budoucím světě)
- Zmrtvýchvstání
- Mesiáš

Zatímco Jicchak Arama ve svém díle Akedat Jicchak předkládá tato:
- Stvoření světa z ničeho (creatio ex nihilo)
- Víra v božskost Tóry
- Víra v posmrtný život

Je třeba mít na paměti, že tyto pokusy o vytvoření židovského dogmatu probíhaly především na půdě Španělska pod vládou křesťanů, tedy v období, kdy Židé byli vystaveni velkému pronásledování a nuceni k tzv. disputacím, kde měli „obhajovat“ své učení proti křesťanům. Přesto tyto variace na vyznání víry poměrně dobře ilustrují základní body věrouky židovského náboženství.

## Klasická díla judaismu

### Posvátné spisy

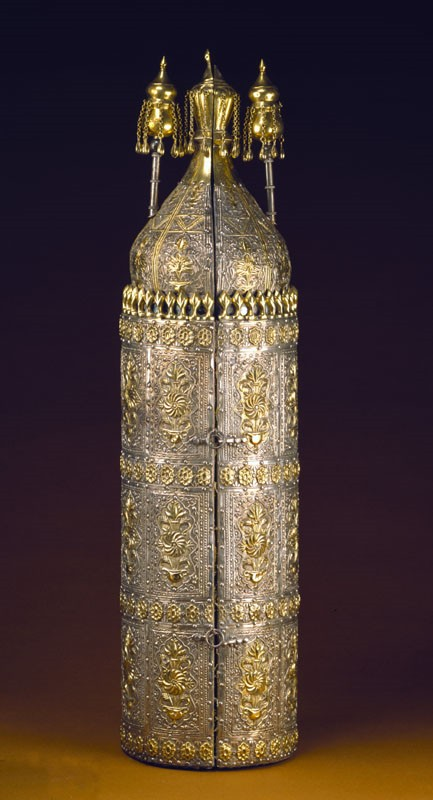
Stříbrný futrál obsahující ručně psanou Tóru (Muzeum umění a dějin judaismu, Paříž)

Tyto spisy mají status svatých knih a jakožto slovu seslanému Bohem jim je prokazována náležitá úcta:
- Tanach – nazývaný křesťany „Starý zákon“ a biblisty „hebrejská Bible“ – je hlavním normativním dílem, určující celkový charakter židovského náboženství a kultury. Skládá se z Tóry, prorockých knih a spisů. Tanach popisuje dějiny světa od jeho stvoření, a vývoj vztahu Izraelitů (také nazývaných Hebrejci) k Bohu, jak je zobrazen v jejich historii od počátku času až do stavby druhého chrámu (515 př. n. l.).
  - K Tanachu samotnému existuje množství komentářů, jejichž výklad ovšem není nutné brát jako závazný, nýbrž raději jako orientační. Komentáře samy o sobě, ač jsou součástí řady tištěných verzí Tanachu, nemají status svatých knih.

### Další spisy
Tyto spisy se týkají výkladu tanachu a židovského náboženského práva. Míra úcty, kterou uvnitř judaismu požívají, stejně jako míra závaznosti, je různá. Tyto spisy ovšem nemají status svatých knih, tedy ne v tom smyslu, v jakém je svatou knihou Bible.
- Mišna a její komentáře
- Jeruzalémský a Babylonský Talmud a jejich komentáře
- Tosefta
- halachický a agadický Midraš
- Halachická literatura (židovské právo a zvyklosti)
  - Nejdůležitější halachické kodexy
    - Mišne Tora a její komentáře
    - Arba'a Turim a jeho komentáře
    - Šulchan aruch a jeho komentáře
- Židovská náboženská poezie (Pijut)
- Židovská liturgie, (sidur, machzor)
- Mystické a kabalistické spisy
  - Sefer Jecira
  - Bahir
  - Zohar

## Židovské tradice a zvyky

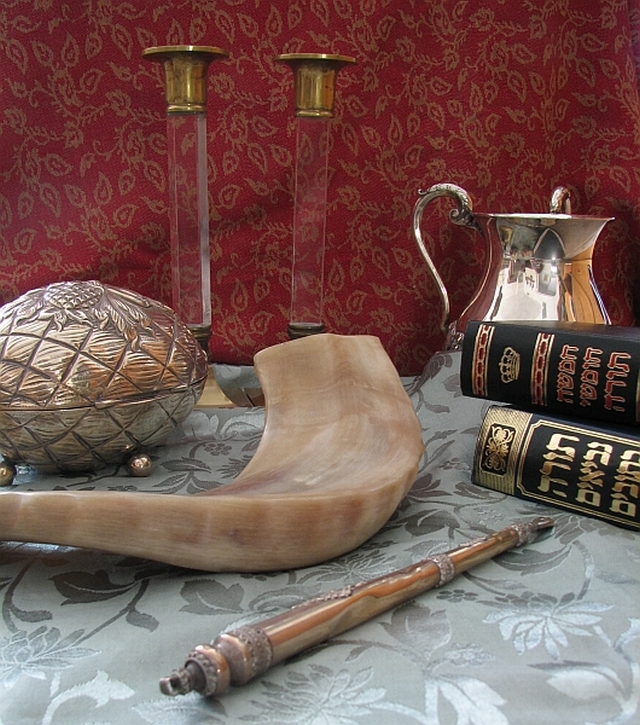
Liturgické předměty judaismu: šabatové svícny, pouzdro na etrog, šofar, ukazovátko pro čtení z Tóry, Chumaš a Tanach a konvička na umývání rukou

### Životní cyklus

#### Obřízka
Náboženský život židovského chlapce začíná již osmý den po narození obřízkou – hebr. brit mila. Obřízka je v judaismu znamením smlouvy s Bohem, kterou uzavřel Abrahám, praotec židovského národa. Provádí se osmý den po porodu. Během obřadu dostává chlapec hebrejské jméno.
U dívek a žen se tzv. ženská obřízka nikdy, nikde a za žádných okolností neprovádí. V řadě komunit se místo toho provádí obřad Simchat bat (radost [z narození] dcery), který rovněž zahrnuje udělení židovského jména.

#### Pidjon ha-ben
Narodí-li se prvorozený syn, musí jej otec podle biblického nařízení vykoupit (Ex 13,15, Dt 15,19). Tento obřad se provádí třicátý prvý den po narození. Při obřadu musí být přítomen kohen, který obdrží peníze, za něž je chlapec vykoupen.

#### Bar micva
Chlapec je považován za dítě (z náboženského hlediska) do svých třinácti let, dívka do dvanácti. Tento věk byl vybrán proto, že v něm jsou děti již schopny nést alespoň částečně odpovědnost za své činy – minimálně co se týče náboženského života. Třináctiletý chlapec tak podstupuje obřad bar micva (aramejsky: Syn příkazu; dívky v konzervativních a reformních synagogách podstupují obřad Bat micva – dcera příkazu), kdy je poprvé vyvolán k Tóře, dostává svůj talit a tfilin a stává se nábožensky způsobilým tj. povinným vykonávat všechna přikázání Tóry a žít podle nich.

#### Svatba

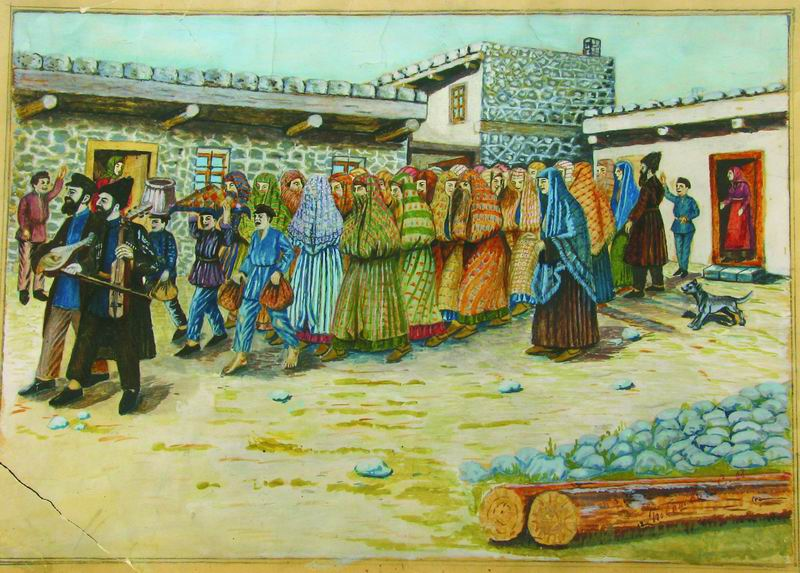
Židovská nevěsta v Gruzii je vedena do rituální lázně

Svatbu provádí obvykle rabín za účasti dvou svědků. Svatba probíhá pod baldachýnem – chupou – bývá zvykem, že chupu drží čtyři svobodní mládenci. Nevěsta sedmkrát obejde ženicha, poté započne samotný svatební obřad. Ženich navlékne nevěstě prsten na ukazováček a dá jí napít vína. Nevěstě je pak přečtena svatební smlouva – ketuba – kterou pak převezme a opatruje po celou dobu trvání manželství. Ketuba je brána jako regulérní smlouva týkající se věna, majetku nevěsty, jakož i majetku ženicha, společného majetku snoubenců a majetku, který má právo nevěsta si odnést v případě rozvodu. Na konci obřadu ženich rozbije skleněný pohár, což je obřad, kterým je připomínáno zničení Chrámu. Poté započne všeobecné svatební veselí.

#### Pohřeb

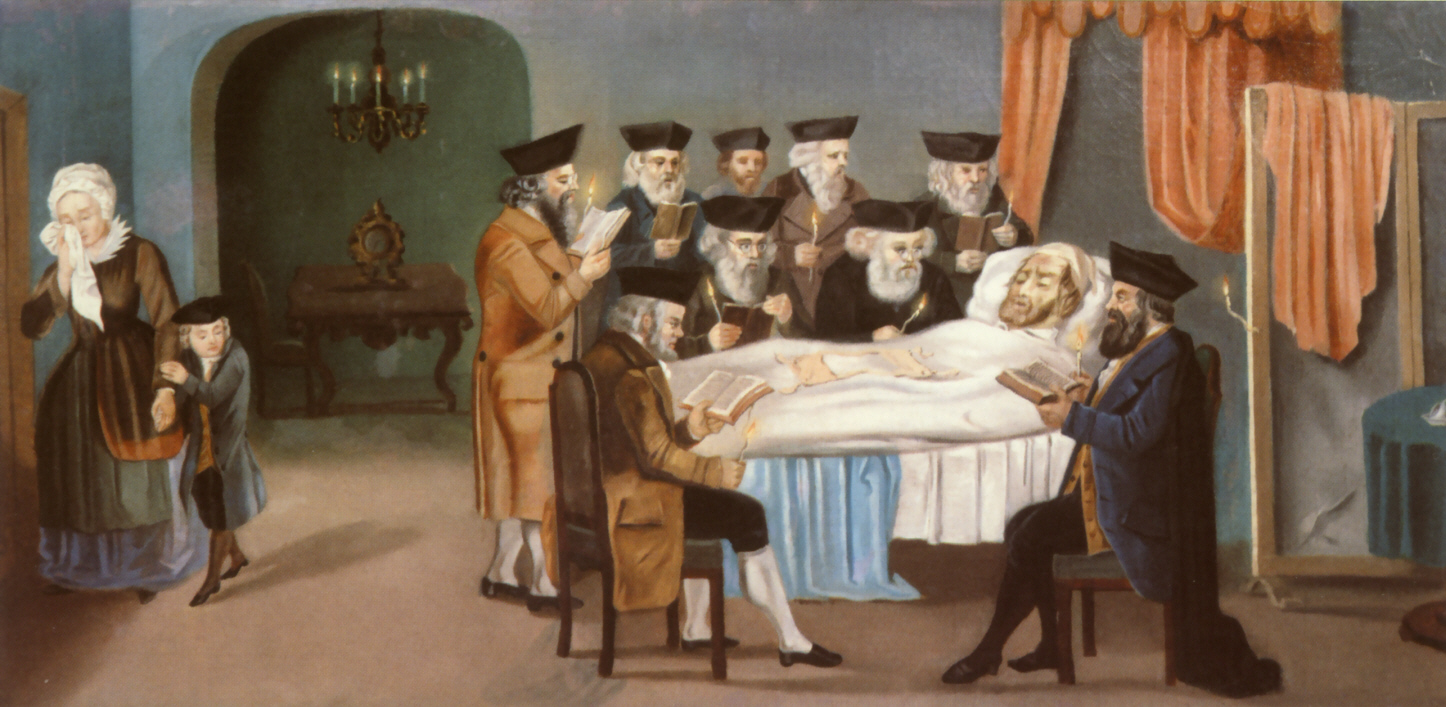
Členové pražského pohřebního bratrstva Chevra kadiša se modlí, 1772

Zesnulý je pohřben v rakvi nebo pouze zahalen do svého talitu, oblečen v bílém pohřebním rubáši. Zpopelňování je halachickými autoritami zakázáno, ačkoli jsou k nalezení hroby, kde jsou zesnulí zpopelněni. Na pohřbu se říkají zádušní modlitby, pozůstalí jsou nazýváni avelim (truchlící) a vztahují se na ně zvláštní povinnosti – prvních sedm dní po úmrtí drží tzv. šiva (dosl. Sedm (dní)) – nevzdalují se ze svého domu, a to ani do synagogy (s výjimkou šabatu). Říkají zvláštní verzi Birkat ha-mazon. Muži se během sedmi dnů šivy dodržují určitá omezeni, např. se neholí.
Po uplynutí šivy až po zbytek roku od úmrtí říkají pozůstalí při bohoslužbách Kadiš sirotků, která je tak někdy mylně považována za „modlitbu za mrtvé“ – jejím cílem je ovšem naopak utěšit pozůstalé a posílit jejich víru v Boha a vůli k životu. Po uplynutí jedenácti měsíců říkají pozůstalí kadiš již jen během výročí úmrtí jejich příbuzného – toto výročí se nazývá termínem v jidiš jarcajt. Bývá také zvykem v období po pohřbu studovat vybrané kapitoly Mišny na paměť zesnulého – slovo mišna se v hebrejštině skládá ze stejných písmen jako slovo nešama, tedy duše. Také po studiu mišny věnovaném zesnulému se říká zvláštní modlitba. Na hroby je zvykem dávat místo květin a svíček (jak je obvyklé v Evropě) kamínky, ke hrobům významných učenců se pak připojují i přání nebo prosby napsané na kousku papírku. U hrobů takových významných autorit se pak pořádají i modlitby při výročí jejich smrti.

### Židovská domácnost
Někteří židovští učenci učí, že zatímco v diaspoře by žid měl zapadnout do prostředí, ve kterém žije, a přizpůsobit se mu, jeho vlastní domov by měl být „malým Izraelem“ – tedy jeho vlastním mikrokosmem, kde budou platit zákony týkající se pouze jeho.

#### Mezuza

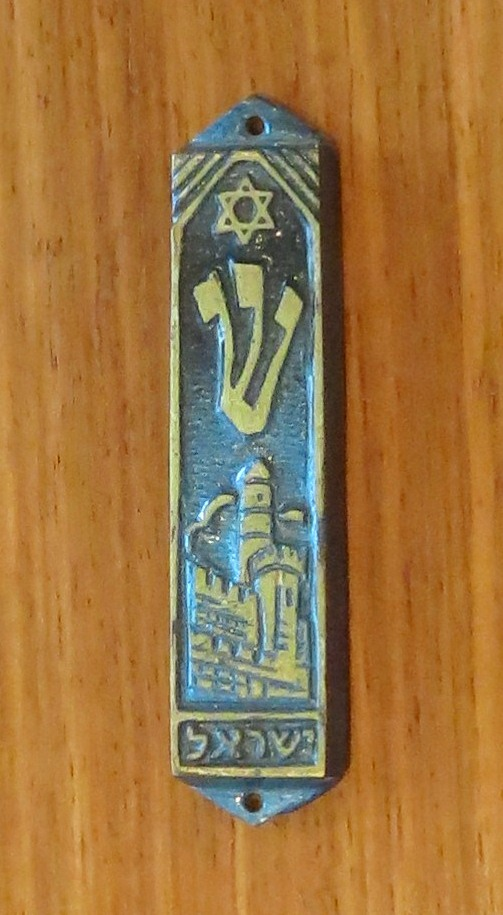
Mezuza

Již u dveří je prvním signálem mezuza – malé pouzdro umístěné ve výšce dvou třetin veřejí na pravé straně. Je v něm uložen svitek s textem Dt 6, 4–10 a je zároveň naplněním přikázání „a napíšeš je (tato slova) na veřeje svého domu a své brány“. Mezuzou by měly být opatřeny každé dveře v židovské domácnosti. Často jsou zdobeny, někdy pouze písmeny š-d-j, což může znamenat jak „Šadaj“ (tedy všemohoucí), tak i zkratku „Šomer daltot Jisra’el“, tedy Strážce dveří Izraele.

#### Připomínka zničení Chrámu
V domácnostech zbožných Židů bývá zvykem nechat jednu stěnu případně její část neomítnutou – jakoby nedokončenou – a to na paměť zničení Chrámu. Dokud není postaven Dům Boží, nemůže být ani úplně dostavěn dům pro člověka. Na východní stěnu (nebo na stěnu, která je obrácena k Jeruzalému) se pak někdy věší malý obrázek nazvaný „Mizrach“ (hebr. Východ), který věřícím ukazuje směr k Jeruzalému, což se hodí zvlášť při modlitbě.

#### Kuchyně a kašrut
Asi nejmarkantnější znak židovské domácnosti je kuchyně. Judaismus velmi přesně na základě biblických veršů i závěrů z nich odvozených pečlivě vyvodil povolená a nepovolená jídla. Souhrn těchto zásad se nazývá kašrut, od slova kašer (v aškenázské výslovnosti košer), tedy to, co je vhodné k jídlu. Protože judaismus přísně zapovídá smísení masa a mléka, nacházejí se ve zbožných židovských domácnostech většinou dvě až tři soupravy nádobí a příborů, a to na pokrmy mléčné a masité (třetí se používá zvlášť na Pesach). Stejně tak bývají v takovéto domácnosti pokud možno i dva oddělené dřezy. Povolené druhy zvířat jsou vyjmenovány v Bibli:
- Ze savců to jsou ta zvířata, která mají rozpolcená kopyta a přežvykují (skot, skopové, jelenovití, antilopa apod.)
- Z ryb to jsou ty, které mají ploutve a šupiny (zásadně nejsou košer paryby, chobotnice, mlži apod.)
- Z ptáků jsou povoleny druhy, u nichž je zachována židovská tradice jejich jedení. Nejsou povoleni dravci, mrchožrouti apod.; povolen je kur a jiné druhy drůbeže, holubi a další.

Maso z povoleného druhu ovšem ještě nemusí být košer k jídlu – je potřeba, aby zvíře bylo poraženo rituálně správným způsobem, který se nazývá šchita (hebr. porazka). Provádí tak, že šochet (řezník) přetne souvislým tahem dokonale nabroušeného nože hrtan a jícen zvířete a zpravidla společně s nimi i krční tepny. Zvíře tak během několika sekund umírá a je z něj odstraněna většina krve. Zbylá krev, kterou Tóra zapovídá jíst, je odstraněna při nasolování masa. Zvíře, které by nebylo poraženo rituálně správným způsobem, se nazývá nevela (mršina) a nesmí se jíst. Zvíře (nebo i jiný pokrm), které je zakázáno jíst je označováno jako trejfe (od slova trefa, roztrhané).

#### Rituální čistota
Kromě běžných situací, jako např. po návštěvě toalety, je nařízeno si vždy před jedením chleba umýt ruce a to stejně, jako byly ruce omývány kohenům, když žehnali v Jeruzalémském Chrámu Izraeli. Omývání rukou se provádí tak, že se vezme nádoba se dvěma uchy (hebr. natla) a třikrát se poleje vodou nejprve pravá, poté levá ruka. Při tom se říká požehnání „al netilat jadajim“ (dosl. za pozvedání (odvozeno od kněžského žehnání), tedy umývání, rukou). Rituální omývání rukou se provádí i při některých dalších příležitostech.
Rituální čistota je jedním ze základních předpokladů zbožného života, proto věřící již od starověku chodí každý týden vykonat očistnou koupel do rituální lázně, zvané mikve. Člověk se do ní musí ponořit úplně celý, bez jediného kousku ošacení či šperků, a to tak, aby se voda dotkla každého místa na těle (tzn. nesmí v mikvi ani stát, alespoň na sekundu se musí ve vodě vznášet tak, aby proudila zcela kolem něj).

### Židovský kalendář
Židovský kalendář je lunární, má 353–385 dní. Letopočet se počítá od 1. tišri, pořadí měsíců se ovšem počítá od měsíce nisan (nisan je první měsíc, ijar druhý atd.). Měsíc nisan musí podle biblického příkazu připadnout vždy na začátek jara. Protože se v důsledku lunárního kalendáře posunuje měsíc nisan každým rokem blíž k zimě, vkládá se přibližně dvakrát za sedm let mezi měsíc adar a nisan třináctý měsíc, zvaný adar šeni, druhý adar.
- nisan – neboli měsíc aviv (jara), březen až duben, odpovídá znamení Skopce.
- ijar – duben až květen, znamení Býk.
- sivan – květen až červen. Ve znamení jsou Blíženci.
- tamuz – červen až červenec. Ve znamení je Rak.
- av – červenec až srpen. Ve znamení je Lev.
- elul – srpen až září. Ve znamení je Panna.
- tišri – září až říjen. Měsíc princů a silných jedinců,[zdroj⁠?!] ve znamení jsou Váhy.
- chešvan – říjen až listopad, ve znamení je Štír. Zvaný též marchešvan.
- kislev – listopad až prosinec, ve znamení je Střelec.
- tevet – prosinec až leden. Ve znamení je Kozoroh.
- švat – leden až únor, ve znamení je Vodnář.
- adar – neboli šťastný měsíc, jelikož v něm byl narozen Mojžíš. Únor až březen.

### Židovské svátky

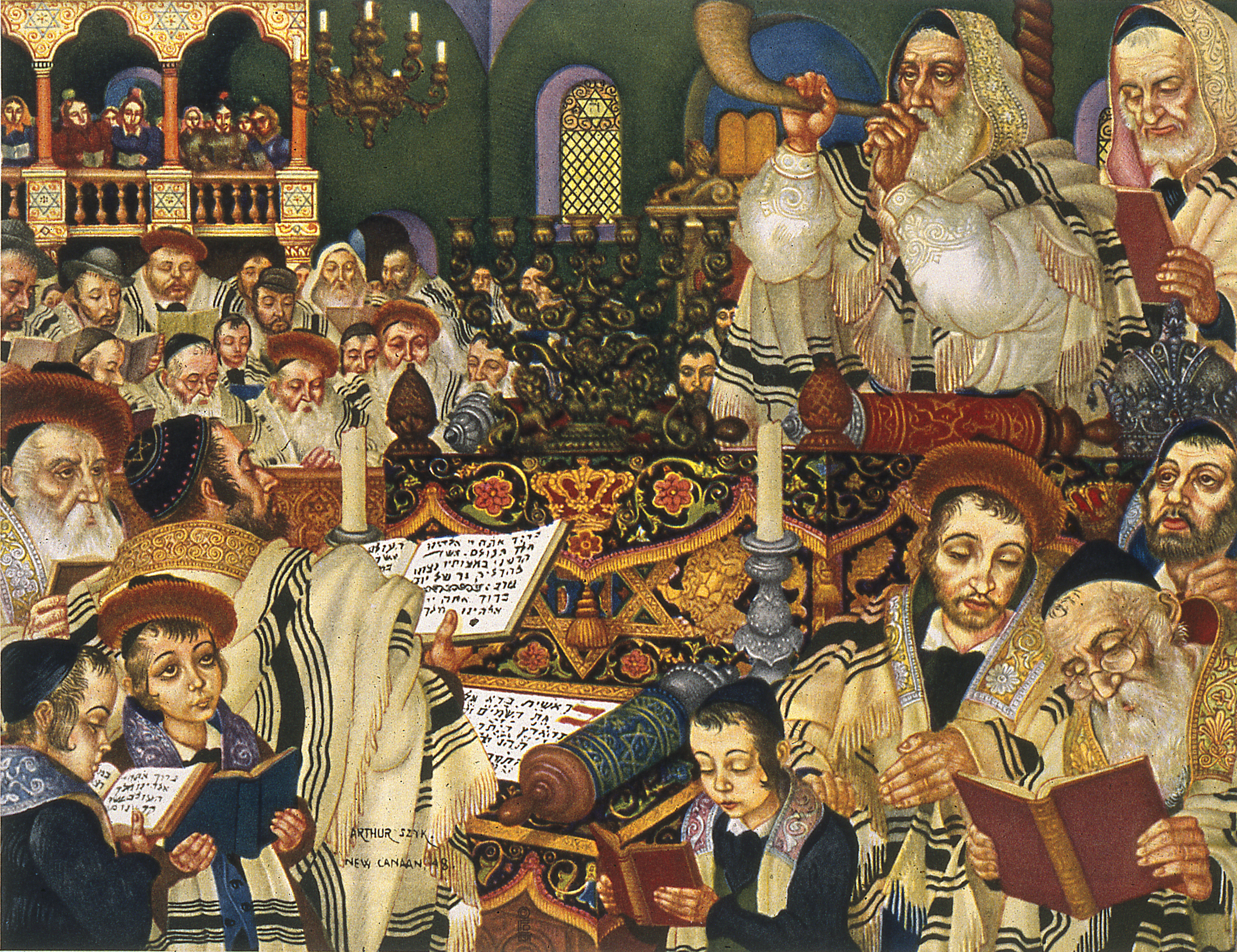
Židovský svátek roš ha-šana

- Šabat – den odpočinku, svatý den, sedmý den týdne, nejdůležitější židovský svátek, daný Desaterem.
- Pesach – svátek nekvašených chlebů, Velikonoce. 14. až 22.(23.) nisanu.
- Lag ba-omer – významný den, kdy se připomíná řada událostí (připadá na 18. ijar)
- Šavu'ot – svátek týdnů, svátek darování Tóry. 5. (6.) sivanu
- Roš ha-šana – židovský Nový rok. 1. a 2. tišri.
- Jom kipur – Den smíření, nejsvětější den v roce, desátý den měsíce tišri.
- Sukot – svátek stánků. Rodina si na tento den vytváří přístřešek ozdobený květinami a s průhlednou střechou na upomenutí dnů strávených v poušti. 15.–21. tišri.
- Šmini aceret – osmý den shromáždění, následuje ihned po Sukot, 22. tišri. Přesto považován za samostatný svátek.
- Simchat Tóra – radost z Tóry, oslava skončení ročního cyklu čtení z Tóry. V Izraeli se slaví společně se Šmini Aceret, v diaspoře až následující den
- Chanuka – svátek světel, svátek znovuzasvěcení Chrámu. Probíhá po osm dní od 25. kislevu až do 2. nebo 3. tevetu.
- Tu bi-švat – Nový rok stromů, připadá na 15. ševat.
- Purim – veselý svátek připomínající záchranu Židů a události popsané v knize Ester. Připadá na 14. adaru (v Jeruzalémě se slaví 15. adaru)

## Viditelné symboly židovství

### Talit a tfilin
Tyto předměty se dnes nosí pouze při modlitbě, ačkoli zbožní židé chodí o svátcích v talitech i po ulicích a někteří během všedního dne nosí tfilin až do odpoledních hodin.

### Kipa

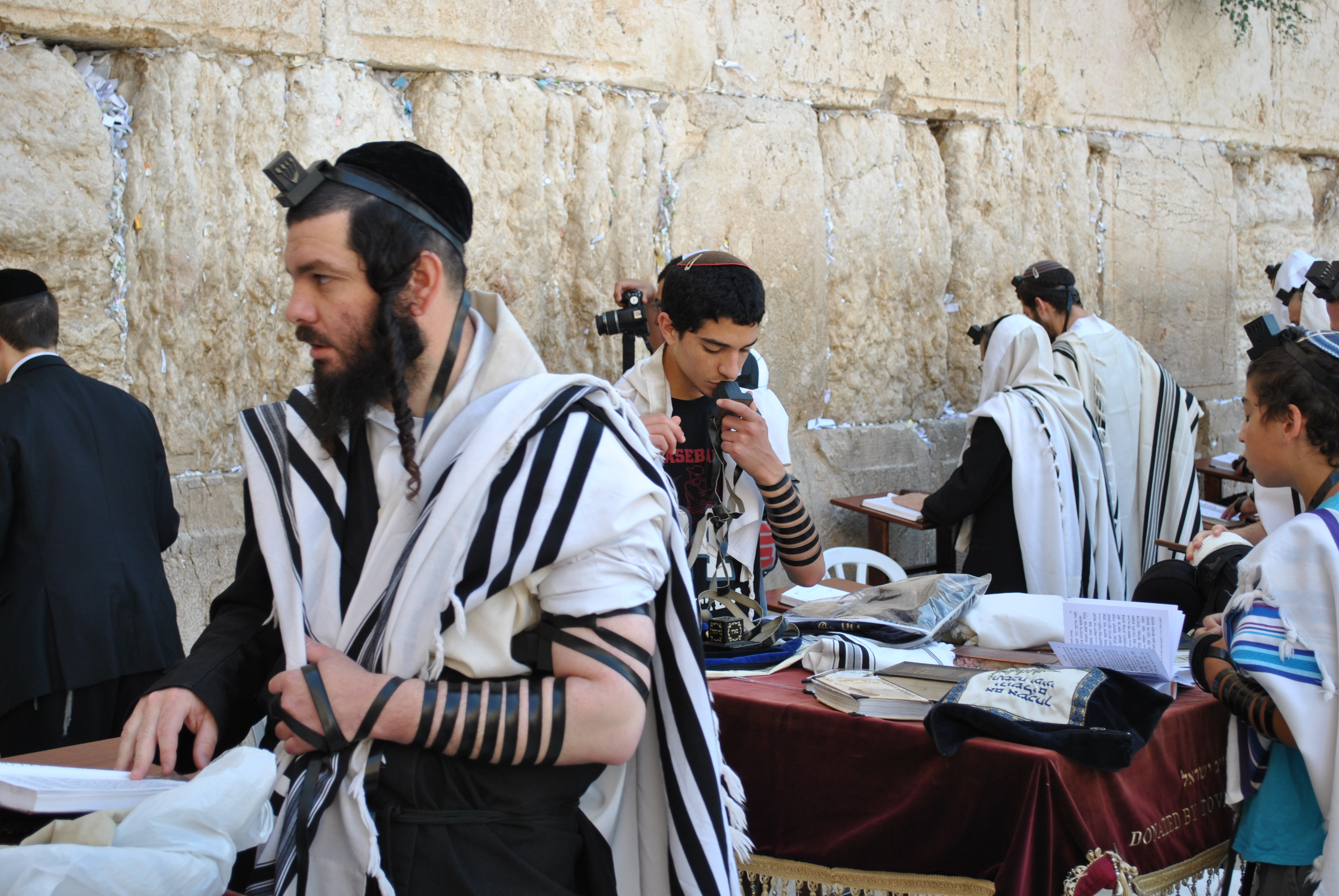
Modlení u Zdi nářků v Jeruzalémě

Slovo kipa znamená totéž co kopule nebo klenba, užívá se ho kromě jiného i pro kopuli např. Dómu či pro označení nebeské klenby. Kromě jiného se tak také nazývá pokrývka hlavy, kterou věřící židé nosí. V Izraeli samotném je kipa ukázkou pro rozlišení mezi věřícím a sekulárním židem. Kipy (hebr. pl. kipot) mohou mít různé tvary, velikosti, barvy a mohou být vyrobeny z různého materiálu. Kipa slouží jak pokrývka hlavy – podle rabínů nesmí skutečně zbožný člověk ujít větší vzdálenost než deset loktů s nepokrytou hlavou. Řada neortodoxních halachických autorit zastává názor, že člověk by měl mít pokrytou hlavu minimálně v těchto případech:
- když se nachází v synagoze
- při modlitbě a studiu svatých textů
- při jídle
- při návštěvě hřbitova

Kipa, přestože je jedním ze symbolů židovství, nemá v žádném případě status sakrálního předmětu, může být bez problémů nahrazena čepicí, šátkem či kloboukem nebo jakoukoli jinou pokrývkou hlavy. Kipa je také známá pod výrazem z jidiš „jarmulka“, což je slovo pravděpodobně slovanského původu.

### Menora
Sedmiramenný svícen nazývaný menora (od kořene ner, světlo či lampa) je již od starověku[zdroj⁠?!] symbolem židovství. Menora byla umístěna v Chrámu a nepřetržitě hořela věčným světlem (ner tamid). Jako menora bývá někdy nazýván i osmiramenný (resp. devítiramenný) svícen používaný při svátku Chanuka, nicméně tento svícen se dnes nazývá chanukija. Menora je společně se dvěma olivovými ratolestmi hlavním motivem ve znaku Státu Izrael.

### Davidova hvězda

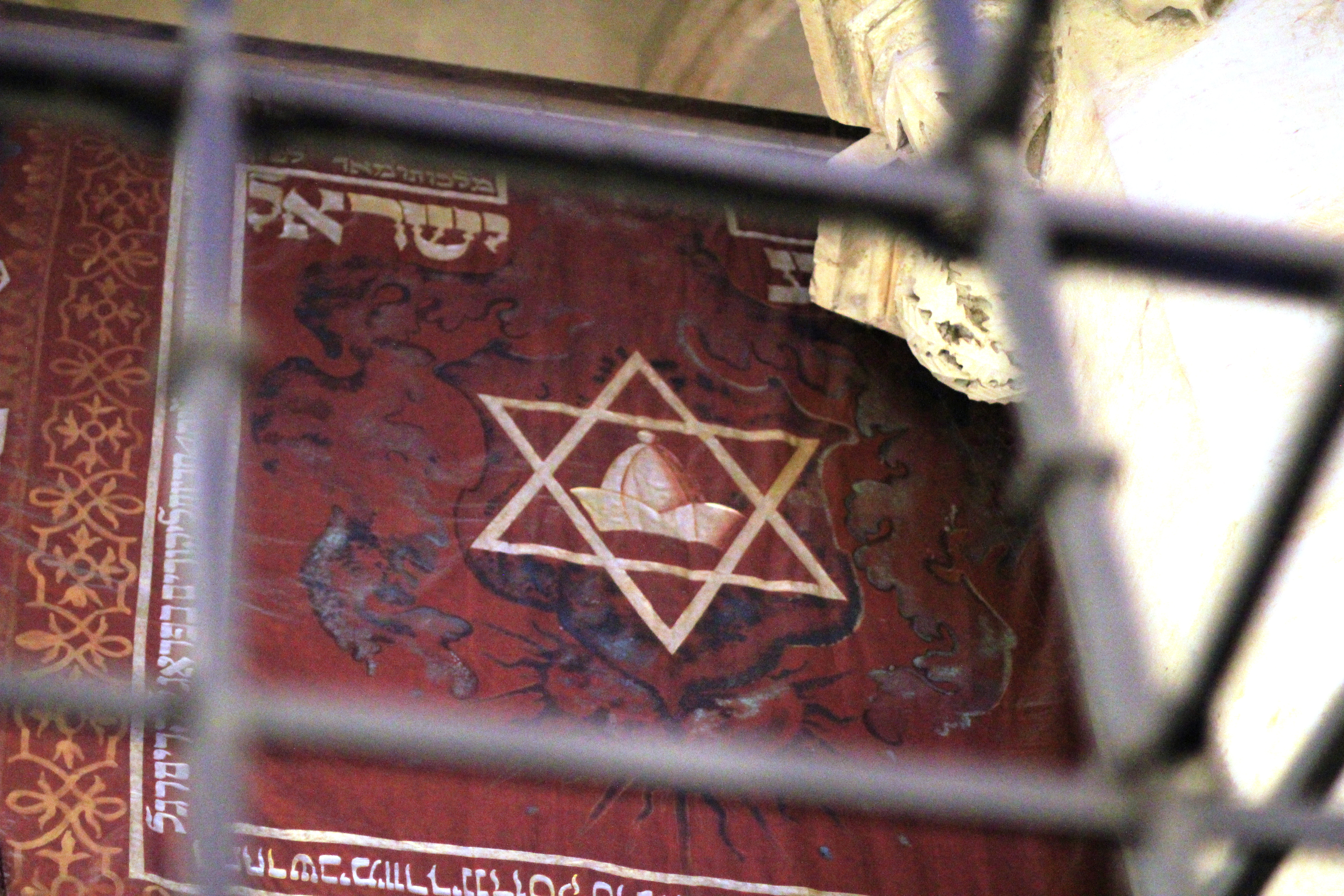
Davidova hvězda ve Staronové synagoze v Praze

Hexagram, zvaný též Davidova hvězda nebo Davidův štít (magen David) je tvořen dvěma propletenými rovnostrannými trojúhelníky. Tento symbol je často považován za oficiální symbol židovství. Pravda je ta, že ve starověku byl používán pouze jako dekorativní symbol (stejnou výzdobu ze šesti a osmicípých hvězd můžeme najít i v řadě středověkých mešit nebo i kostelů) a poprvé byl jako symbol označující židovskou komunitu použit v Praze ve 14. století.[zdroj⁠?!] Ani poté se jako symbol judaismu příliš neujal a jako takový je brán až od 19. století, kdy Židé hledali jednoduchý symbol, který by se mohl stát emblémem jejich náboženství, podobně jako je tomu u křesťanů kříž nebo u muslimů půlměsíc. Volba padla na hexagram, který byl již od středověku ztotožňován s Davidem případně s jeho synem Šalamounem, ačkoli prokazatelně[zdroj⁠?!] nemá ani s jedním z nich nic společného. Davidův štít si na svůj prapor zvolilo i sionistické hnutí, a tento se stal později vlajkou Státu Izrael.

### Synagoga
Synagoga (někdy nazývaná „židovský kostel“) je místem, kde se věřící scházejí k modlitbě, ke studiu i ke společenským aktivitám – odtud i její pojmenování v jidiš – šul (z něm. Schule – škola). Synagoga se může nacházet v jakékoli budově. Do synagogy by se podle tradice mělo sestupovat, měla by tedy ležet pod úrovní země (ale to není vždy pravidlem).[zdroj⁠?!] V synagoze by měl být uložen svitek Tóry a neměly by se v ní nacházet žádné obrazy lidí nebo bohů.

## Směry uvnitř judaismu
Židovství není monolitní uskupení a standardně se rozděluje do množství skupin a odnoží.

### Ultraortodoxní judaismus

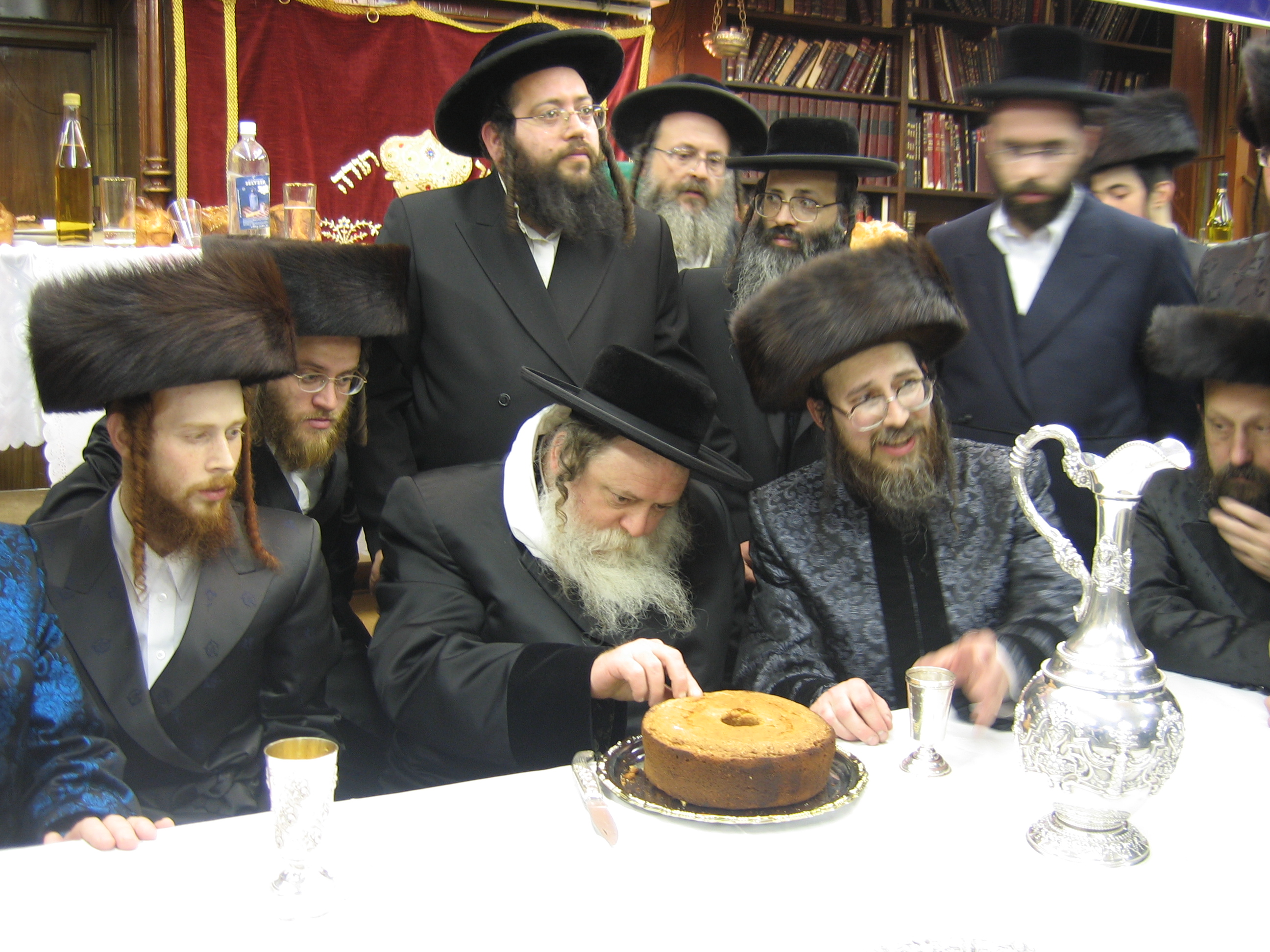
Chasidé v New Yorku

Ultraortodoxní judaismus je z teologického hlediska nejkonzervativnější směr ortodoxního judaismu a judaismu. Hranici mezi ortodoxním a ultraortodoxním judaismem lze vymezit podle přístupu k modernímu světu – ultraortodoxní jsou pak ti Židé, kteří se staví negativně k určitým aspektům moderního způsobu života, mnohdy i k sionismu (jakož i k světskému státu Izrael), apod.

### Ortodoxní judaismus
Ortodoxní judaismus je proud judaismu, který v současnosti zastává zhruba 20–30 % židů na světě. Tento termín se objevil začátkem 20. století, když se od judaismu začaly odštěpovat volněji smýšlející skupiny, ze kterých později vzešel reformní, liberální a konzervativní judaismus. Název „ortodoxní“ pochází z řečtiny a od ὀρθός orthos – správný, a δόξα doxa – mínění.

### Konzervativní judaismus
Konzervativní judaismus je vedle ortodoxního a reformního judaismu jedním z hlavních proudů současného judaismu. Masorti judaismus vznikl v první polovině 19. století v Americe. Jedná se o kompromis mezi ortodoxním judaismem a reformním judaismem. Jeho vznik je spojený se jménem Zachariáše Frankela. Jedná se o směr, který vznikl v USA. Tento směr si uchovává pevné vazby k tradičnímu studiu a zbožnosti, avšak uznává i historický vývoj judaismu. Klade důraz hlavně na hebrejský jazyk a původní společnou kulturu židů v diaspoře. Nejvíce konzervativních židů žije v USA (cca 1,5 milionu).

### Reformní judaismus

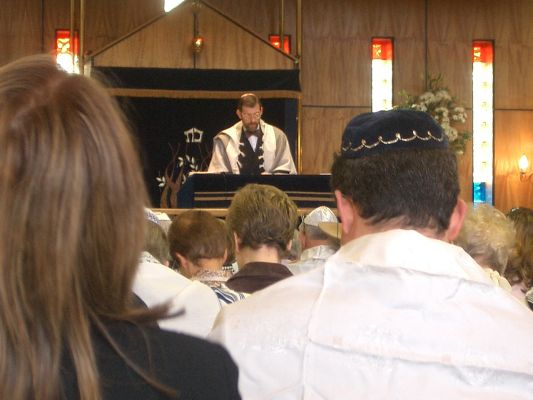
Reformní synagoga se smíšeným sezením a rovným zastoupením mužů a žen

Reformní judaismus, ve Velké Británii známý zase jako liberální judaismus, vznikl ve čtyřicátých letech 18. století v Německu. Za jeho zakladatele je považován Abraham Geigera z Frankfurtu nad Mohanem, jenž v letech 1863 až 1870 působil jako obecní rabín. 

V tomto směru mohou být ordinovány i ženy do úřadu rabína. První českou rabínkou se stala Kamila Kopřivová, která již dříve působila jako "Rabínka v zácviku", vedla stejnojmenný blog a objevila se v různých médiích.

### Další skupiny spjaté s judaismem
Kromě toho existují různé okrajové skupiny a sekty, které sice nejsou (nebo nebyly) přímou součástí mainstreamového judaismu, nicméně se od něj nikdy zcela neoddělily a Státem Izrael jim je přiznáváno právo návratu (tzn. z etnického hlediska jsou považováni za židy). Jsou to například:
- Samaritáni
- Falašové
- Karaité

## Vztah judaismu k ostatním světovým náboženstvím
Z judaismu přímo vycházejí dvě největší světová náboženství, křesťanství a islám. Protože obě náboženství stejně jako judaismus označují za svého „prapůvodce“ Abraháma, jsou někdy tato náboženství označována jako abrahámovská.

### Judaismus a křesťanství
Vztah judaismu a křesťanství prošel velmi komplikovaným vývojem. Křesťanství samo sebe považuje za pokračovatele a mnohdy i za nástupce judaismu a Nový zákon za naplnění Starého zákona – Tanachu. Vedoucí představitelé většiny směrů judaismu však považují křesťanství za náboženství, které odporuje Tóře, a to z následujících důvodů:
- vnímají učení Nového zákona jako učení, které je v rozporu s učením Tóry
- neuznávají Ježíše jako Mesiáše
- odmítají vtělení Boha do osoby Mesiáše
- považují trojiční dogma za projev polyteismu a tedy za neslučitelné s Tórou
- neuznávají celou řadu učení, jež jsou obvyklá v různých křesťanských církvích (dědičný hřích, predestinace, neposkvrněné početí, vykoupení světa skrze smrt Mesiáše apod.)

Hlavní komplikace vztahu mezi judaismem a křesťanstvím spočívá v postoji k Tóře. Judaismus trvá na tom, že zákony Tóry jsou stále platné, kdežto křesťanství toto popírá. Jsou sice církve, které lpí na dodržování některých přikázání Tóry, např. Adventisté sedmého dne zdůrazňují zachovávání sobotního odpočinku či rozlišování mezi čistými a nečistými druhy zvířat, přesto však odmítají učení Tóry o zachovávání povinnosti obřízky předkožky v případě věřících židovského původu. Za zmínku jistě stojí verš, který opisuje slova Ježíše a to Matouš 5, 17: Nedomnívejte se, že jsem přišel zrušit Zákon nebo Proroky; nepřišel jsem zrušit, nýbrž naplnit.

#### „Mesiánští věřící“
Kromě řady křesťanských denominací existuje i tzv. „mesiánské hnutí“. Toto hnutí založili lidé, kteří pocházeli z židovských rodin, avšak uvěřili v Ježíše jako Mesiáše a přijali učení, obsažené v tzv. Novém zákoně. K nim se postupně přidávají i neobřezaní lidé z národů, kteří v různé míře zachovávají židovské tradice a zvyky. Některé mesiánské komunity se scházejí ve svých vlastních synagógách. Nemesiánské židovské komunity však tyto mesiánské věřící vnímají jako křesťany a odmítají uznat za židy i obřezané mesiánské věřící židovského původu, kteří se drží zásad mesiánského judaismu a dodržují Tóru.

### Judaismus a islám
Podobně jako v případě křesťanství, i s islámem má judaismus komplikovaný vztah. Ačkoli se Mohamed považoval za nástupce Mojžíše i Ježíše a islám uznává starozákonní i novozákonní postavy za proroky a byli to právě Židé, u nichž Mohamed hledal oporu pro své učení, Mohamedův nárok na prohlášení se poslem Božím (rasúl l-lláh) byl Židy odmítnut a Židé (i křesťané) zdůrazňují rozpory mezi učením Koránu a Bible. Na rozdíl od křesťanství je ale islám považován Židy za plně monoteistické náboženství. Důvody, proč se Židé nepřiklonili k islámu, jsou tyto:
- Judaismus neuznává Mohameda jako posla Božího a jeho proroctví jako autentické
- Korán není podle judaismu zjevené slovo Boží, neboť obsahuje učení, které je v rozporu s učením Tóry.
- Ve Státě Izrael je víkend v pátek a sobotu.[8]

### Judaismus a neabrahámovská náboženství
Většina neabrahámovských náboženství má vůči judaismu neutrální vztah, který vychází především z toho, že si tato náboženství navzájem „nekonkurují“. V 60. letech se vyskytly u některých liberálně-židovských skupin tendence přijmout některé ze zásad tehdy módních náboženských směrů, jako např. buddhismus. Tyto tendence jsou ale většinou duchovních autorit judaismu odmítány a vnímány jako škodlivé pro obě strany. Jindy naopak se otevírá prostor pro mezináboženský dialog.

## Vliv judaismu
Skrze křesťanství a islám judaismus nepřímo ovlivnil dvě a půl miliardy lidí na světě. Ve všedním životě existuje řada zdánlivě běžných věcí, které svůj původ čerpají z židovské a biblické kultury – například sedmidenní týden. Ačkoli se způsob slavení svátků a modliteb mezi křesťanstvím a islámem velmi liší, ani jedno z těchto náboženství nezapře společného předka – judaismus. Kostel a mešita jsou přímými následovníky synagogy, v církevní i islámské liturgii nacházíme řadu věcí převzatých z původní chrámové a posléze synagogální liturgie. Slova jako „amen“, „haleluja“ či „košer“ jsou běžně používána lidmi po celém světě a svůj původ mají právě v židovství. V českých zemích je třetina běžně užívaných „českých“ jmen hebrejského původu, stejně jako jméno pro šestý (v hebrejském kalendáři sedmý) den v týdnu – sobota.